# 福岡市立三筑中学校
福岡市立三筑中学校（ふくおかしりつさんちくちゅうがっこう）は、福岡県福岡市博多区三筑に位置する公立の中学校。

## 概要
「目指す生徒像・目指す教師像・目指す学校像」を教育目標とし、「創造・錬磨・礼節」を校訓する。
筑紫通りと鹿児島本線に挟まれた立地にある。西鉄天神大牟田線の雑餉隈駅又は鹿児島本線笹原駅が最寄駅となる。
学校名は、当時の筑紫郡の那珂町（現在の福岡市博多区の一部）・曰佐村（現在の福岡市南区の一部）・春日村（現在の春日市）の3町村の意味から名付けた。
現在の春日市立春日中学校は、春日町・福岡市組合立三筑南中学校として開校した。

## 沿革
- 1948年5月 - 那珂町・曰佐村・春日村組合立三筑中学校が、現在の精華女子短期大学の位置に九州飛行機青年学校跡を利用して開校。
- 1953年1月 - 春日村の町制施行により、那珂町・曰佐村・春日町組合立三筑中学校に改称。
- 1954年4月 - 現在の春日中学校の位置に後の三筑南中学校の校舎が完成。
- 1954年10月 - 曰佐村と福岡市の合併により、那珂町・春日町・福岡市組合立三筑中学校に改称。
- 1954年10月 - 春日町・那珂町・福岡市組合立三筑南中学校が分離独立して開校。
- 1955年4月 - 那珂町と福岡市の合併により、福岡市・春日町組合立三筑中学校に改称。
- 1958年4月 - 組合立を解消し、福岡市立三筑中学校に改称。
- 1960年4月 - 現在の福岡市立三筑小学校の位置するところに移転。
- 1979年4月 - 現在の位置に移転。
- 1987年4月 - 板付中学校開校。（三筑中学校より分離）

## 学区
- 三筑小学校区（博多区）・那珂南小学校区（博多区）

## 所在地
- 福岡県福岡市博多区三筑1丁目10番1号

## 主な出身者
- 山崎広太郎（前福岡市長・関西学院大学専門職大学院経営戦略研究科客員教授）
- 武田鉄矢（フォークグループ「海援隊」メンバー・俳優・タレント）
- 尾形大作（演歌歌手）
- 佐々木健介（プロレスラー）後に福岡市立花畑中学校に転校
- 冨安健洋（プロサッカー選手・日本代表経験者）
- 奈緒（女優）